# Trialeurodes ricini
Trialeurodes ricini es un hemíptero de la familia Aleyrodidae, con una subfamilia: Aleyrodinae.
Fue descrita científicamente por primera vez por Misra en 1924.